# Tuvalus herrlandslag i fotboll
Tuvalus herrlandslag i fotboll kontrolleras av Tuvalu Islands Football Association och representerar Tuvalu i internationella fotbollsmatcher. Kiribati är en associerad medlem av OFC, men är inte medlem i Fifa.
I september 2008 besökte Tuvalus premiärminister Apisai Ielemia och presidenten för Tuvalus fotbollsförbund, Tapugao Falefou, Fifas högkvarter i Zürich i hopp om att få fullt medlemskap. I december 2013 berättade OFC:s generalsekretariat Tai Nicholas att Tuvalus brist på infrastruktur i landet är huvudproblemet. Medlemskap i Fifa för Tuvalu har under flera år stötts av en grupp sympatisörer från Nederländerna, som kallar sig Dutch Support Tuvalu Foundation.